# Gerrhonotus
Gerrhonotus és un gènere de sauròpsids (rèptils) escatosos de la família Anguidae que, a diferència de la majoria dels ànguids, manté les potes funcionals.

## Taxonomia
- Gerrhonotus infernalis Baird, 1859
- Gerrhonotus liocephalus Wiegmann, 1828
- Gerrhonotus lugoi McCoy, 1970
- Gerrhonotus parvus Knight & Scudday, 1985